# Adžika
Adžika (abchazsky Аџьыка, gruzínsky აჯიკა, adžika) je kořenící směs obsahující česnek, koriandr, papriku, chmeli-suneli, kopr a sumah. Receptura a složení tohoto koření se zrodilo na Kavkazu (Gruzie), kde se používá dodnes jako pasta či hořčice. Oblíbená je také v Rusku a dalších zemích bývalého SSSR. Typická je tmavě červená až karmínová barva.
V jiných částech světa je adžika známá jako drcený prášek. Je vhodná k dochucování drůbeže nebo jehněčího masa, ale zvláštní aromatickou chuť a vůni dodá i vegetariánským pokrmům, zvláště jídlům z patizonu a lilku nebo luštěninám. Hodí se jako základní koření pro grilování nebo kořenící přísada do mletých mas.